# Собор Панагия Спилиотисса
Собор Панагия Спилиотисса (греч. Ο Ιερός Μητροπολιτικός Ναός Κέρκυρας Υπεραγίας Θεοτόκου Σπηλαιωτίσσης) — кафедральный собор Керкирской митрополии, расположенный в центре города Керкиры на острове Корфу. Освящён в честь иконы Божией Матери Спилиотисса («Пещерная»), святого Власия Севастийского и блаженной Феодоры.
Собор был построен в 1577 году на месте древней церкви в честь святого Власия Севастийского. В XVIII веке собор реконструирован в барочном стиле.
В 1841 году собор стал кафедральным храмом Керкирской митрополии Элладской православной церкви.
Двумя главными святынями собора являются — икона Божией Матери Спилиотисса («Пещерная») и мощи блаженной Феодоры, перенесённые в 1460 году в Корфу.